# Кубок Альп 1961
Кубок Альп 1961 — 2-й розыгрыш Кубка Альп. В нём принимали участие шестнадцать команд из Италии и Швейцарии.
В ходе данного розыгрыша между собой соревновались не футбольные клубы, а страны, которые они представляли.
Победу в соревновании одержала Италия.

## Турнирная таблица
| М | Страна    | И  | В  | Н | П  | МЗ | МП | РМ  | О  |
| - | --------- | -- | -- | - | -- | -- | -- | --- | -- |
| 1 | Италия    | 16 | 14 | 1 | 1  | 48 | 21 | +27 | 29 |
| 2 | Швейцария | 16 | 1  | 1 | 14 | 21 | 48 | −27 | 3  |

Правила начисления очков:
- 2 очка за победу
- 1 очко за ничью
- 0 очков за поражение

## Матчи
| Команда 1   | Итог | Команда 2        | 1-й матч | 2-й матч |
| ----------- | ---- | ---------------- | -------- | -------- |
| Биль-Бьенн  | 2:8  | Симменталь Монца | 1:4      | 1:4      |
| Про Патрия  | 7:3  | Шаффхаузен       | 2:1      | 5:2      |
| Брешиа      | 5:3  | Лугано           | 3:2      | 2:1      |
| Грассхоппер | 3:8  | Лацио            | 0:5      | 3:3      |
| Лекко       | 4:1  | Люцерн           | 2:1      | 2:0      |
| Беллинцона  | 2:5  | Парма            | 1:2      | 1:3      |
| Янг Бойз    | 6:8  | Фиорентина       | 3:2      | 3:6      |
| Реджана     | 3:1  | Янг Феллоуз      | 1:0      | 2:1      |

### Первые матчи
| 25 июня 1961 | Биль-Бьенн | 1:4     | Симменталь Монца                                           | Биль                                                    |
| 15:00 CET | Граф 27′   | (отчёт) | Чиньяни 8′ · Регалия 14′ · Кампаньоли 35′ · Берселлини 80′ | Стадион: Гурцелен Зрителей: 2500 Судья: Лучано Политано |
| Биль-Бьенн: Эжен Парлье (10' Жеральд Аме-Дро), Шарль Тюрен, Фреди Керли, Вилли Аллеман, Ремо Куаттропани (Жак Юблёр), Герхард Штудер, Франц Хенци, Конрад Коллер, Эдгар Граф, Жильбер Факкинетти, Готлиб Штойбле Симменталь Монца: Франко Каччатори, Гастоне Теллини, Джованни Рива, Серджо Маньи, Пьетро Далио, Альберто Латини, Луиджи Бругола, Эудженио Берселлини, Карло Регалия (65' Франко Деасти), Чезаре Кампаньоли, Пьер Луиджи Чиньяни |            |         |                                                            |                                                         |

| 25 июня 1961 | Про Патрия                  | 2:1     | Шаффхаузен              | Бусто-Арсицио                                          |
| 16:00 CET | Пагани 24′ · В. Каллони 32′ | (отчёт) | Фолленвайдер 75′ (пен.) | Стадион: Комунале Зрителей: 500 Судья: Роже Доменикони |
| Про Патрия: Луиджи Деллаведова, Джанкарло Амадео, Эральдо Тиццони, Анджело Римольди, Паоло Синьорелли, Аделио Креспи (60' Франко Ронданини), Альдо Бернаскони, Витторино Каллони, Джампьеро Каллони, Анджело Меравилья, Аббонданцио Пагани Шаффхаузен: Отмар Итен, Жан Фолленвайдер, Йозеф Люти, Ханс Бергер, Рудольф Цаннин, Эрнст Швандер, Рольф Флюри, Ханс Вилер, Ханспетер Кунц (46' Вальтер Видмер), Хансйёрг Винцелер... |                             |         |                         |                                                        |

| 25 июня 1961 | Брешиа                                           | 3:2        | Лугано               | Брешиа                                        |
| 17:00 CET | Вичино 30′ · Риццолини 35′ (пен.) · Маркетто 70′ | (протокол) | Босси 68′ · Рива 73′ | Стадион: Марио Ригамонти Судья: Альбер Гиннар |
| Брешиа: Джузеппе Москьони (46' Луиджи Бротто), Лоренцо Бонометти, Романо Ди Бари, Пьерпаоло Берлинцани, Элио Феррацци, Аркадио Вентури, Ремо Виньи, Фаусто Вичино, Джузеппе Маркетто, Эудженио Риццолини, Бенито Альбини (46' Прандин) Лугано: Антонио Паниццоло, Эрнесто Индемини, Альдо Кривелли, Джузеппе Каппеллетти, Адриано Кодури, Серджо Таддеи, Оресте Рива, Витторио Готтарди, Фаусто Йорио, Дарио Босси, Вальтер Чани |                                                  |            |                      |                                               |

| 25 июня 1961 | Грассхоппер | 0:5     | Лацио                                                  | Цюрих                                                   |
| 17:00 CET |             | (отчёт) | Бидзарри 8′ 57′ · Прини 13′ 72′ (пен.) · Франдзини 82′ | Стадион: Хардтурм Зрителей: 4500 Судья: Пьеро Анджелини |
| Грассхоппер: Карл Эльзенер, Ренато Цурмюле, Иво Гиларди, Хайнц Бени, Георг Винтерхофен, Ренато Фаччин, Бруно Габриели, Петер фон Бург, Джулиано Роббиани, Робер Балламан, Раймон Дюре Лацио: Идилио Чеи (70' Джузеппе Росси), Никола Ло Буоно (73' Джакомо Дель Гратта), Франческо Янич, Адельмо Эуфеми, Паоло Карози, Гульельмо Мекоцци, Амос Мариани, Бруно Франдзини, Сандро Йоан, Маурилио Прини, Клаудио Бидзарри |             |         |                                                        |                                                         |

| 25 июня 1961 | Лекко                  | 2:1     | Люцерн     | Лекко                                                         |
| 17:00 CET | Арьенти 2′ · Сарки 25′ | (отчёт) | Леттль 32′ | Стадион: Марио Ригамонти Зрителей: 2000 Судья: Готфрид Цюррер |
| Лекко: Эудженио Брускини (46' Джузеппе Меравилья), Виничо Факка, Роберто Вельянетти (46' Эцио Теттаманти), Саломони, Антонио Пазинато, Джованни Сакки, Джанфранко Сарки, Энрико Арьенти, Родольфо Бонакки, Итало Гальбьяти, Глауко Джилардони Люцерн: Антонио Пермуньян, Вальтер Шумахер, Рене Глаус, Вернер Хофман, Пауль Штеренбергер, Анри Черутти, Вальтер Вюэст, Рудольф Арн, Хайнц Леттль, Пауль Вольфисберг (46' Карло Гербер), Вернер Фрай |                        |         |            |                                                               |

| 25 июня 1961 | Беллинцона  | 1:2     | Парма                         | Беллинцона                                              |
| 17:30 CET | Руджери 48′ | (отчёт) | Кальцолари 58′ · Калегари 83′ | Стадион: Комунале Зрителей: 700 Судья: Аурелио Ангонезе |
| Беллинцона: Леандро Россини, Оливьеро Лурати, Луиджи Джанони (40' Никола Лепори), Хорст Буц, Дарио Терцаги, Фабио Кастелли, Вальдо Пелланда, Мариони, Анджело Руджери, Грациано Новарези, Антонио Ригини Парма: Альберто Реккья, Иво Коккони, Альдо Сильванья, Ольмес Нери, Эрмес Полли, Джампьеро Саломони, Джованни Бьяджи, Джованни Калегари, Витторио Ремондини, Ренато Луози, Джузеппе Кальцолари |             |         |                               |                                                         |

| 25 июня 1961 | Янг Бойз                                    | 3:2                | Фиорентина                | Берн                                                      |
| 20:00 CET | Вексельбергер 6′ · Аллеманн 63′ · Майер 72′ | (отчёт) (протокол) | Петрис 3′ · Венеранда 84′ | Стадион: Ванкдорф Зрителей: 17 500 Судья: Альфео Гриньяни |
| Янг Бойз: Феликс Ансерме, Хансрюди Фюрер, Леон Валькер, Хайнц Биглер, Антон Шнидер, Рихард Дюрр, Вилли Шнайдер, Роберт Хосп, Эрнст Вексельбергер, Ойген Майер, Антон Аллеманн Фиорентина: Джулиано Сарти, Сауль Малатрази, Альберто Ордзан, Клаудио Римбальдо, Пьеро Гонфьянтини, Данте Микели, Бруно Бенетти (46' Фернандо Венеранда), Дино да Коста, Антониньо, Луиджи Милан, Джанфранко Петрис |                                             |                    |                           |                                                           |

| 25 июня 1961 | Реджана   | 1:0     | Янг Феллоуз | Реджо-нель-Эмилия                    |
| 21:00 CET | Дацци 88′ | (отчёт) |             | Стадион: Мирабелло Судья: Фриц Шорер |
| Реджана: Джованни Ферретти, Джорджо Барикки, Марио Мартирадонна, Анджело Ольяри, Франческо Арбицци, Джузеппе Фабрис (46' Кокки), Клаудио Корренти, Реджани, Джандоменико Дацци, Пьеро Мерло, Франческо Патино Янг Феллоуз: Рафаэль Пустерла, Ханнес Шмидхаузер, Петер Веспе, Хельмут Рюэгг, Курт Любер, Хансрюди Зигнер, Рюди Шюрх, Рольф Кильхольц, Ханс Ворни, Оскар Лаурито, Макс Брун |           |         |             |                                      |

### Ответные матчи
| 2 июля 1961 | Лугано       | 1:2     | Брешиа                    | Лугано                                                        |
| 17:00 CET | Готтарди 89′ | (отчёт) | Риццолини 69′ · Виньи 76′ | Стадион: Корнаредо Зрителей: 700 Судья: Алессандро Д’Агостини |
| Лугано: Антонио Паниццоло, Джузеппе Каппеллетти, Альдо Кривелли, Хансрюди Майер, Адриано Кодури, Иво Фрозио, Джузеппе Моротти, Витторио Готтарди, Фаусто Йорио (46' Дарио Босси), Сала, Оресте Рива Брешиа: Джузеппе Москьони (46' Луиджи Бротто), Романо Ди Бари, Умберто Ратти (46' Альберто Фумагалли), Пьерлуиджи Магри, Альдо Сантони, Аркадио Вентури, Никола Новали, Эудженио Риццолини, Джузеппе Маркетто, Ремо Виньи, Бенито Альбини |              |         |                           |                                                               |

| 2 июля 1961 | Шаффхаузен      | 2:5     | Про Патрия                                               | Шаффхаузен                                         |
| 17:00 CET | Брендли 17′ 78′ | (отчёт) | Бернаскони 4′ · Креспи 9′ · Каллони 11′ · Пагани 79′ 87′ | Стадион: Брайте Зрителей: 3000 Судья: Карло Бабини |
| Шаффхаузен: Отмар Итен, Жан Фолленвайдер, Йозеф Люти, Курт Майер, Рудольф Цаннин, Эрнст Швандер (46' Ханспетер Кунц), Рольф Флюри, Фриц Брендли, Хайнц Акерет, Ханс Бергер, Хансйёрг Винцелер Про Патрия: Умберто Провази (46' Луиджи Деллаведова), Марио Коломбо, Эральдо Тиццони, Анджело Римольди, Гвидо Дзагано, Франко Ронданини, Альдо Бернаскони, Анджело Меравилья, Джампьеро Каллони (46' Энрико Муццио), Аделио Креспи, Аббонданцио Пагани |                 |         |                                                          |                                                    |

| 2 июля 1961 | Янг Феллоуз | 1:2     | Реджана       | Цюрих                                                      |
| 17:00 CET | Шеннах 59′  | (отчёт) | Дацци 26′ 65′ | Стадион: Летцигрунд Зрителей: 2000 Судья: Джованни Ребуффо |
| Янг Феллоуз: Вилли Яккер, Хельмут Рюэгг, Петер Веспе, Хансрюди Зигнер, Ханнес Шмидхаузер, Рольф Кильхольц, Рюди Шюрх, Ханс Ворни, Макс Брун, Курт Любер, Алоис Шеннах Реджана: Джованни Ферретти, Альфредо Де Понти (37' Ренцо Фантацци), Джузеппе Фабрис, Джорджо Барикки, Кокки, Фабио Бонини, Клаудио Корренти, Реджани, Джандоменико Дацци, Пьеро Мерло, Франческо Патино |             |         |               |                                                            |

| 2 июля 1961 | Люцерн | 0:2     | Лекко                   | Люцерн                                                  |
| 17:30 CET |        | (отчёт) | Арьенти 51′ · Сарки 80′ | Стадион: Алльменд Зрителей: 3500 Судья: Гастоне Роверси |
| Люцерн: Вальтер Вирц, Вальтер Шумахер, Анри Черутти, Рене Глаус, Вернер Хофман, Пауль Штеренбергер, Джованни Кавельти, Рудольф Арн, Хайнц Леттль, Вальтер Вюэст, Вернер Фрай Лекко: Эудженио Брускини (46' Джузеппе Меравилья), Виничо Факка, Антонио Пазинато, Эцио Теттаманти, Саломони, Джованни Сакки, Франко Панца, Энрико Арьенти, Глауко Джилардони, Итало Гальбьяти, Джанфранко Сарки |        |         |                         |                                                         |

| 2 июля 1961 | Лацио                         | 3:3        | Грассхоппер                               | Рим                                                   |
| 21:00 CET | Лонгони 42′ 82′ · Морроне 79′ | (протокол) | Габриели 8′ · фон Бург 66′ · Роббиани 83′ | Стадион: Фламинио Зрителей: 10 000 Судья: Карл Келлер |
| Лацио: Идилио Чеи, Никола Ло Буоно, Адельмо Эуфеми, Пьерлуиджи Паньи, Франческо Янич, Паоло Карози, Анджело Лонгони, Хуан Карлос Морроне, Клаудио Бидзарри, Маурилио Прини (19' Альфредо Наполеони), Марио Мараски Грассхоппер: Карл Эльзенер, Марсель Поффе, Иво Гиларди, Хайнц Бени, Георг Винтерхофен, Ренато Фаччин, Бруно Габриели, Петер фон Бург, Джулиано Роббиани, Робер Балламан, Раймон Дюре |                               |            |                                           |                                                       |

| 2 июля 1961 | Парма                                 | 3:1        | Беллинцона     | Парма                                         |
| 21:00 CET | Спанио 30′ · Ангилери 50′ · Бисси 62′ | (протокол) | Педраццоли 20′ | Стадион: Эннио Тардини Судья: Рене Баумбергер |
| Парма: Альберто Реккья, Анджело Панара, Альдо Сильванья, Эрмес Полли, Иво Коккони, Ольмес Нери, Одерде (46' Ангилери), Витторио Ремондини, Альдо Джурини, Анджело Спанио, Витторио Бисси Беллинцона: Леандро Россини (46' Марко Пеше), Альбертони, Луиджи Джанони, Хорст Буц, Дарио Терцаги, Ирфельт, Риккардо Пома, Анджело Педраццоли, Анджело Руджери, Фаусто Беццола, Вигано |                                       |            |                |                                               |

| 2 июля 1961 | Симменталь Монца                              | 4:1     | Биль-Бьенн  | Монца                                                         |
| 21:00 CET | Кампаньоли 42′ 48′ · Деасти 81′ · Регалия 85′ | (отчёт) | Дерваль 72′ | Стадион: Читта ди Монца Зрителей: 1600 Судья: Антон Хельблинг |
| Симменталь Монца: Франко Каччатори (46' Винченцо Ригамонти), Гастоне Теллини, Джованни Рива, Серджо Маньи, Пьетро Далио, Альберто Латини, Луиджи Бругола (46' Франко Деасти), Эудженио Берселлини, Карло Регалия, Чезаре Кампаньоли, Пьер Луиджи Чиньяни Биль-Бьенн: Жеральд Аме-Дро (46' Маркус Россе), Шарль Тюрен, Фреди Керли, Иван Крист, Ремо Куаттропани, Вилли Аллеман, Франц Хенци, Конрад Коллер (40' Жак Юблёр), Эдгар Граф, Готлиб Штойбле, Юпп Дерваль |                                               |         |             |                                                               |

| 2 июля 1961 | Фиорентина                                                | 6:3        | Янг Бойз                                      | Флоренция                                            |
| 21:00 CET | Аццали 4′ · да Коста 42′ · Милан 43′ · Петрис 55′ 56′ 64′ | (протокол) | Маццанти 71′ (авт.) · Шнайдер 77′ · Майер 89′ | Стадион: Комунале Зрителей: 5000 Судья: Йозеф Хайман |
| Фиорентина: Джулиано Сарти (46' Альфредо Паоликки), Сауль Малатрази, Клаудио Римбальдо, Данте Микели, Пьеро Гонфьянтини, Роберто Маццанти, Фернандо Венеранда, Дино да Коста, Клаудио Аццали (46' Паоло Лаццотти), Луиджи Милан, Джанфранко Петрис Янг Бойз: Феликс Ансерме, Марсель Флюккигер, Ханс Кесслер, Хансрюди Фюрер, Рихард Дюрр, Леон Валькер, Петер Хуг, Вилли Шнайдер, Эрнст Вексельбергер, Ойген Майер, Антон Аллеманн |                                                           |            |                                               |                                                      |

## Лучшие бомбардиры
| № | Игрок              | Команда          | Голы |
| - | ------------------ | ---------------- | ---- |
| 1 | Джанфранко Петрис  | Фиорентина       | 4    |
| 2 | Джандоменико Дацци | Реджана          | 3    |
| = | Чезаре Кампаньоли  | Симменталь Монца | 3    |
| = | Аббонданцио Пагани | Про Патрия       | 3    |
| 5 | Энрико Арьенти     | Лекко            | 2    |
| = | Клаудио Бидзарри   | Лацио            | 2    |
| = | Фриц Брендли       | Шаффхаузен       | 2    |
| = | Анджело Лонгони    | Лацио            | 2    |
| = | Ойген Майер        | Янг Бойз         | 2    |
| = | Маурилио Прини     | Лацио            | 2    |
| = | Карло Регалия      | Симменталь Монца | 2    |
| = | Эудженио Риццолини | Брешиа           | 2    |
| = | Джанфранко Сарки   | Лекко            | 2    |